# 阿罗黑德章克申 (加利福尼亚州)
阿罗黑德章克申（英語：Arrowhead Junction）是位於美國加利福尼亞州聖貝納迪諾縣的一個非建制地區。該地的面積和人口皆未知。

## 地理
阿罗黑德章克申的座標為34°56′34″N 114°49′28″W / 34.94278°N 114.82444°W，該地的平均海拔高度為504米（即1654英尺）。